# Леллингер, Дэвид Брюс
Дэ́вид Брюс Ле́ллингер (англ. David Bruce Lellinger, род. 1937, Чикаго) — американский ботаник.
Высшее образование получил в Университете Иллинойса, который окончил в 1958 году. Магистерскую степень получил в Мичиганском университете (1960), там же защитил докторскую диссертацию (1965).
Специалист по папоротниковидным растениям, особенно по тем видам, которые распространены в американских тропических зонах.

## Научные работы
- 1977 Nomenclatural Notes on Some Ferns of Costa Rica, Panama, and Colombia. //American Fern Journal, 67: 58-60
- 1985 A Field Manual of the Ferns and Fern-Allies of the United States and Canada Harper Collins.
- King, Robert M., Paul C. Janaske, & David B. Lellinger (Компилятор). 1995. Cassini on Compositae II. Monographs in Systematic Botany from the Missouri Botanical Garden 54: [i]-xii, 1-190
- 2002. A Modern Multilingual Glossary for Taxonomic Pteridology American Fern Society.
- Robert M.King, Paul C. Janaske & David B. Lellinger 1995. Collected from the Journal de Physique, de Chimie, d’Histoire Naturelle et des Arts and from the Annales des Sciences Naturelles //Miss. Bot. Gardens Press.

## Растения, описанные Леллингером
- Blechnum loxense var. stenophyllum (Klotzsch) Lellinger[4] (syn. Lomaria stenophylla Klotzsch)

## Ботаническиетаксоны, названные в честь Леллингера
- Fleischmania lellingeri King et B.L.Rob.
- Guzmania lellingeri L.B.Sm. et Read
- Hypolepis lellingeri A.Rojas[5]
- Elaphoglossum lellingeri Mickel[6]